# Vozokánsky luh
Vozokánsky luh je přírodní rezervace v katastrálním území obce Hronovce v okrese Levice v Nitranském kraji na Slovensku. Území bylo vyhlášeno v roce 1953 a jeho rozloha je 11,05 hektaru. Předmětem ochrany je zbytek původního lužního lesa v Dolním Pohroní, který je hnízdištěm vodního ptactva.